# Análisis multicriterio
El análisis multicriterio, análisis multi objetivo, también abreviado como AMO, es un instrumento que se utiliza para evaluar diversas posibles soluciones a un determinado problema, considerando un número variable de criterios, se utiliza para apoyar la toma de decisiones en la selección de la solución más conveniente. Por ejemplo, centrándonos en tema de los recursos hídricos vinculados a un conglomerado urbano, el análisis multicriterio podría aplicarse a uno o varios casos como, por ejemplo, los siguientes:
- Combinación de fuentes de agua cruda para el abastecimiento de agua potable, como: agua de mar, aguas subterráneas renovables, aguas fósiles, aguas superficiales de un río o lago, agua de lluvia, etc.;
- Tipo de tratamiento a implementar para la potabilización del agua, como: desalinización, tratamiento completa de tipo tradicional, desinfección, etc.;
- Posición de las nuevas plantas de tratamiento de agua potable, como: próxima de la fuente, en proximidad de una planta ya existente, en el centro de gravedad del área a ser abastecida, etc.;
- Tipo y localización de plantas de tratamiento de aguas servidas;
- Uso a darse al agua servida después de su tratamiento, como: riego, recarga de cuíferos, etc.

Debe considerarse que el procedimiento es un auxilio metodológico a la toma de decisión, que debe considerarse con la debida prudencia, pues de cualquier manera, en el proceso de evaluación multicriterio, como también en otros procedimientos usados con el mismo fin, no se pueden eliminar totalmente los factores subjetivos.
Para minimizar el riesgo, generalmente se confora un comité específico, integrado por los principales actores involucrados en el tema, como por ejemplo: Las autoridades locales de la localidad, las autoridades regionales y nacionales según el caso, y representantes de la sociedad civil. Los actores involucrados debes llegar a consensos para establecer, entre otras cosas:
- Las alternativas a ser analizadas;
- Los objetivos, las variables, los criterios y los pesos de importancia relativa para los criterios definidos.

En una segunda fase, los expertos en la aplicación del método aplicarán los procedimientos matemáticos habituales, (método del “Scoring”, el “Proceso Analítico Jerárquico” u otro semejante), para concluir con un análisis de sensibilidad respecto a las principales variables, y en una tercera fase conclusiva en la que se presentará a los decisores los resultados para su validación, o para efectuar los ajustes necesarios.

## Una aplicación práctica
El momento en que generalmente se aplica este método, al interno del "Ciclo del Proyecto" es a la presentación del informe de alternativas, a nivel de estudio de factibilidad técnico, económico, social y ambiental, lo que en algunos países latinoamericanos se denomina "Estudio a nivel TESA".

### Las soluciones
Consideremos cinco (5) posibles soluciones o configuraciones de plantas de Tratamiento para el tratamiento de las aguas servidas de una localidad de porte medio:
1. Tanque Imhoff + Humedales + Desinfección.
2. Tanque Imhoff + Lagunas de Maduración.
3. Reactor Anaerobio en Manto de Lodos de Flujo Ascendente (UASB) +  Humedales + Desinfección.
4. Reactor Anaerobio en Manto de Lodos de Flujo Ascendente (UASB) +  Lagunas de Maduración + Desinfección.
5. Lagunas de Estabilización Facultativas en serie y/o paralelo.

Cada uno de los sistemas propuestos considerará tratamiento preliminar (separadores de sólidos flotantes, rejas, desarenadores) así como medidores de flujo en la entrada (medidor Parshall, vertederos etc.).

### Parámetros de sostenibilidad
| Núm. | Criterio                                                   | Ponderación | Concepto |
| 1    | Tasa de Capital local/importado (C1)                       | P1 = 1      | Es una medida de la fracción del costo total estimado de inversión que será utilizado en la economía local (en el país), La filosofía de este criterio, es que los recursos que se invierten en el país producen beneficios secundarios derivados (Generación de empleos, rotación del capital, etc). Recursos empleados para adquirir bienes fuera del país, no generan beneficios secundarios en la economía local. El criterio es maximizar la tasa de capital local. Se propone dar una puntuación de cinco (5) a la tecnología que mayor tasa de capital requiera, y uno (0) a la que presente la menor tasa. Los valores intermedios se interpolarán linealmente.                                                                            |
| 2    | Costo de la implementación de la Planta (C2)               | P2 = 3      | Es sin duda uno de los criterios importantes. El criterio consiste en minimizar la inversión inicial. Se propone dar una puntuación de cinco (5) a la tecnología con menor costo de inversión inicial, y uno (0) a la que presente la mayor inversión inicial. Los valores intermedios se interpolarán linealmente. |
| 3    | Costo de operación y mantenimiento (C3)                    | P3 = 5      | Es uno de los principales criterios de evaluación en la selección de tecnologías de tratamiento, ya que sistemas de bajo costo inicial, pueden requerir de altos costos de operación y mantenimiento, los que muchas veces encarecen el costo del servicio y por lo tanto, limitan el número de usuarios. El criterio consiste en minimizar costos de operación y mantenimiento. Se propone dar una puntuación de cinco (5) a la tecnología con menor costo de operación y mantenimiento, y uno (0) a la que presente el mayor costo. Los valores intermedios se interpolarán linealmente. |
| 4    | Requisitos de energía eléctrica (C4)                       | P4 = 1      | Este criterio incide en el anterior, ya que sistemas que requieren energía eléctrica generan costos de operación altos, por la protección de los equipos y el descenso de la eficiencia de los mismos, así como sus costos propios de mantenimiento. Por otra parte la calidad de la energía eléctrica que se ofrece en el país y la incertidumbre en la continuidad del servicio, hacen necesaria la previsión de un generador para garantizar la operación de la planta de tratamiento. El criterio es minimizar el uso de energía eléctrica. Se propone dar una puntuación de cinco (5) a la tecnología que no requiere de energía eléctrica, y uno (0) a la de mayor energía demandante.. Los valores intermedios se interpolarán linealmente. |
| 5    | Requisitos de operadores y personal tecnificado (C5)       | P5 = 2      | El criterio es minimizar el número de operadores y de personal técnico entrenado. Cuanto mayor es la demanda de personal para operar la planta, tanto mayor será el costo de Operación, y si además se requiere de personal técnico especialmente capacitado para operar técnicamente la planta, se debe contratar personal calificado o investir en la capacitación. Con todo esto se incrementa el costo de operación. Se propone dar una puntuación de cinco (5) a la tecnología que requiera el menor número de personal y, y uno (o) a la de mayor número de personal requiera. Los valores intermedios se interpolarán linealmente. |
| 6    | Complejidad de operación y control (C6)                    | P6 = 3      | Las tecnologías varían en su complejidad de operación control, en función del tipo y cantidad de los equipos mecánicos empleados, control de las interacciones biológicas y/o químicas que se realizan en el proceso de tratamiento, sensibilidad del sistema a influencias externas, a diferentes cargas de contaminantes y caudales. El criterio es emplear tecnologías menos complejas pero confiable y eficiente. Se propone dar una puntuación de cinco (5) a la tecnología que se muestre menos afectada por los parámetros arriba mencionados y valores menores a los que resulten más afectados. Los valores intermedios se evaluarán criteriosamente.                                                                                     |
| 7    | Calidad del efluente (C7)                                  | P7 = 3      | Los sistemas de tratamiento se emplean en función de los constituyentes específicos del agua residual que se desea remover. En general para el proyecto deben eliminarse: coliformes fecales, DBO5, sólidos suspensos y otros. El criterio es maximizar la calidad del efluente a fin de afectar el mínimo el cuerpo receptos. Se propone dar una puntuación de cinco (5) a la tecnología que mejor calidad de efluente obtenga en función de los parámetros que se desean remover y valores menores a las tecnologías que presentan menor eficiencia en la remoción de los mismos parámetros. Los valores intermedios se evaluarán criteriosamente.                                                                                               |
| 8    | Disponibilidad de equipos y materiales locales (C8)        | P8 = 3      | Se debe dar prioridad a la tecnología que mayor cantidad de equipos y materiales locales emplee en la construcción de la misma, ya que en función de esto, mayores serán los beneficios en la economía local. El criterio es maximizar el uso de materiales y equipos locales. Se propone dar una puntuación de cinco (5) a la tecnología que mayor cantidad de materiales y equipos nacionales utilice y valores menores a las tecnologías que presentan menor cantidad de materiales y equipos locales utilice. Los valores intermedios se evaluarán criteriosamente. |
| 9    | Requerimiento de áreas de terreno para el tratamiento (C9) | P9 = 1      | Este criterio mide la demanda de áreas para implementar la tecnología evaluada, el potencial uso futuro de los suelos y los costos de los mismos ya que a mayor cantidad de terreno empleado, mayor costo de implementación y mayores críticas desde la sociedad civil. Se propone dar una puntuación de cinco (5) a la tecnología que menor cantidad de terrenos requiere para su implementación, y uno (1) a la de mayor cantidad de suelos utilice. Los valores intermedios se interpolarán linealmente. |
| 10   | Construcción por etapas (C10)                              | P10 = 1     | Se trata de medir la capacidad del sistema a ser implementado por etapas sin poner en riesgo las metas del tratamiento y la calidad del efluente. El criterio es lograr la calidad del efluente deseado implementando por etapas el sistema de tratamiento, o algunos componentes. Se propone dar una puntuación de cinco (5) a la tecnología que mayor inversión pueda ser dividida en etapas, y uno (1) a la que permita la menor inversión divisible en etapas. Los valores intermedios se interpolarán linealmente. |
| 11   | Beneficios adicionales (C11)                               | P11 = 1     | Este criterio trata de evaluar la producción de beneficios colaterales del sistema, tales como el uso de lodos como mejoradores del suelo, utilización de los efluentes para el riego, piscicultura y usos recreativos. El criterio es maximizar los beneficios secundarios. Entre 5 y 1m se asignara mayor valor al sistema que genere beneficios y el menor valor el que genere impactos negativos. |

### Evaluación de la mejor solución
Cabe alertar de que si bien este proceso de evaluación multi criterio parece ser objetivo, sin embargo guarda una importante dosis de subjetividad en la atribución del peso que se le quiere dar a los diversos criterios, y también a la cantidad de parámetros a considerar.
Por la forma en que se han dado los criterios en la tabla anterior, una de las formas para definir cual es la mejor alternativa (también conocido como el método Pattern) es determinando, para cada solución considerada el índice  Ij (en el caso analizado, con j variando de 1 a 5), con la siguiente expresión:
{\displaystyle I_{j}=\sum _{i=1}^{N}C_{j,i}*P_{i}}
Donde: i = número del criterio, (en este caso 11); y, j = número de la solución (en este caso 5)